# Lady Jane (The Rolling Stones)
Lady Jane is een nummer van de Britse band The Rolling Stones, verschenen op hun album Aftermath uit 1966. In juli van dat jaar werd het nummer uitgebracht als de tweede en laatste single van het album.

## Achtergrond
Lady Jane is geschreven door zanger Mick Jagger en gitarist Keith Richards en geproduceerd door David Hassinger, hoewel Andrew Oldham op de hoes genoemd wordt als producent. Jagger en Richards begonnen almaar meer nummers van de band samen te schrijven. Ter vergelijking: op het vorige album Out of Our Heads schreef het duo maar drie van de twaalf nummers, waar op Aftermath voor het eerst in de geschiedenis van de band alle nummers van hun hand kwamen.
Jagger schreef Lady Jane aan het begin van 1966 na het lezen van het boek Lady Chatterley's Lover, waarin de term "Lady Jane" verwijst naar het vrouwelijk geslachtsorgaan. Volgens Jagger zijn de namen in het nummer "historisch, maar het was echt onbewust dat zij uit dezelfde periode komen". Destijds werd aangenomen dat Jane Ormsby-Gore, dochter van voormalig politicus David Ormsby-Gore, de inspiratie vormde voor het nummer.
Slaggitarist Brian Jones introduceerde in Lady Jane andere instrumenten binnen de groep, waaronder de klavecimbel. Hij werd daartoe geïnspireerd door In My Life van The Beatles. Hij maakte ook gebruik van de sitar, de koto, de marimba en de dulcimer. Hierdoor werd Jones gezien als een pionier binnen de wereldmuziek en schoof de muziekstijl van de groep langzaam van bluesrock naar popmuziek.
Lady Jane werd opgenomen tussen 6 en 9 maart 1966 in de RCA Studios in Los Angeles. De dulcimer is duidelijk te horen in een vraag-en-antwoordspel tussen het instrument en de zang van Jagger. Halverwege het nummer is de klavecimbel, gespeeld door Jack Nitzsche, goed te horen. Jagger levert zijn zang in de stijl van auteur Geoffrey Chaucer. Richards vertelde hierover: "Lady Jane is erg Elizabethaans. Er zijn maar een paar plaatsen in Engeland waar mensen nog altijd op die manier spreken, Chaucer English." Het renaissancegevoel wordt verder versterkt doordat de melodie in de ondertonica wordt gezongen. De oosterse melodie en harmonieën verbinden het nummer met de voorgaande single Paint It Black, hoewel de twee nummers qua stijl weinig met elkaar te maken hebben.
Lady Jane werd in het Verenigd Koninkrijk niet als single uitgebracht, maar in de Verenigde Staten verscheen het wel als een dubbele A-kant met Mother's Little Helper. Het bereikte de 24e plaats in de Billboard Hot 100 en kwam tot plaats 91 in Canada. In Nederland bereikte het nummer de vijfde plaats in de Nederlandse Top 40 als enkele A-kant (Mother's Little Helper verscheen op zichzelf in de Top 40) en in een dubbelnotering met de cover van David Garrick. In de Nederlandse Parool Top 20 stond het wel als dubbele A-kant genoteerd en kwam het eveneens tot de vijfde plaats. In België werd het ook een grote hit, met een twaalfde plaats in de Vlaamse BRT Top 30 en een vijfde plaats in de Waalse Ultratop 50.

## Hitnoteringen

### Nederlandse Top 40
| Hitnotering: 16-07-1966 t/m 15-10-1966 | Hitnotering: 16-07-1966 t/m 15-10-1966 | Hitnotering: 16-07-1966 t/m 15-10-1966 | Hitnotering: 16-07-1966 t/m 15-10-1966 | Hitnotering: 16-07-1966 t/m 15-10-1966 | Hitnotering: 16-07-1966 t/m 15-10-1966 | Hitnotering: 16-07-1966 t/m 15-10-1966 | Hitnotering: 16-07-1966 t/m 15-10-1966 | Hitnotering: 16-07-1966 t/m 15-10-1966 | Hitnotering: 16-07-1966 t/m 15-10-1966 | Hitnotering: 16-07-1966 t/m 15-10-1966 | Hitnotering: 16-07-1966 t/m 15-10-1966 | Hitnotering: 16-07-1966 t/m 15-10-1966 | Hitnotering: 16-07-1966 t/m 15-10-1966 | Hitnotering: 16-07-1966 t/m 15-10-1966 | Hitnotering: 16-07-1966 t/m 15-10-1966 |
| Week                                   | 1                                      | 2                                      | 3                                      | 4                                      | 5                                      | 6                                      | 7                                      | 8                                      | 9                                      | 10                                     | 11                                     | 12                                     | 13                                     | 14                                     |                                        |
| -------------------------------------- | -------------------------------------- | -------------------------------------- | -------------------------------------- | -------------------------------------- | -------------------------------------- | -------------------------------------- | -------------------------------------- | -------------------------------------- | -------------------------------------- | -------------------------------------- | -------------------------------------- | -------------------------------------- | -------------------------------------- | -------------------------------------- | -------------------------------------- |
| Nummer                                 | 29                                     | 15                                     | 11                                     | 10                                     | 8                                      | 6                                      | 6                                      | 6                                      | 6                                      | 5                                      | 5                                      | 7                                      | 14                                     | 25                                     | uit                                    |

### Parool Top 20
| Hitnotering: 20-08-1966 t/m 15-10-1966 | Hitnotering: 20-08-1966 t/m 15-10-1966 | Hitnotering: 20-08-1966 t/m 15-10-1966 | Hitnotering: 20-08-1966 t/m 15-10-1966 | Hitnotering: 20-08-1966 t/m 15-10-1966 | Hitnotering: 20-08-1966 t/m 15-10-1966 | Hitnotering: 20-08-1966 t/m 15-10-1966 | Hitnotering: 20-08-1966 t/m 15-10-1966 | Hitnotering: 20-08-1966 t/m 15-10-1966 | Hitnotering: 20-08-1966 t/m 15-10-1966 | Hitnotering: 20-08-1966 t/m 15-10-1966 |
| Week                                   | 1                                      | 2                                      | 3                                      | 4                                      | 5                                      | 6                                      | 7                                      | 8                                      | 9                                      |                                        |
| -------------------------------------- | -------------------------------------- | -------------------------------------- | -------------------------------------- | -------------------------------------- | -------------------------------------- | -------------------------------------- | -------------------------------------- | -------------------------------------- | -------------------------------------- | -------------------------------------- |
| Nummer                                 | 12                                     | 7                                      | 5                                      | 5                                      | 5                                      | 5                                      | 6                                      | 6                                      | 17                                     | uit                                    |

### NPO Radio 2 Top 2000
| Nummer met noteringen in de NPO Radio 2 Top 2000 | '99 | '00 | '01 | '02 | '03 | '04 | '05 | '06 | '07 | '08 | '09 | '10 | '11 | '12 | '13  | '14  | '15  | '16  | '17  | '18  | '19  | '20  | '21  | '22  | '23  |
| ------------------------------------------------ | --- | --- | --- | --- | --- | --- | --- | --- | --- | --- | --- | --- | --- | --- | ---- | ---- | ---- | ---- | ---- | ---- | ---- | ---- | ---- | ---- | ---- |
| Lady Jane                                        | 494 | 592 | 681 | 571 | 714 | 641 | 644 | 636 | 873 | 667 | 896 | 739 | 973 | 978 | 1105 | 1349 | 1377 | 1438 | 1884 | 1502 | 1396 | 1448 | 1570 | 1580 | 1673 |

1. ↑  Een vetgedrukt getal geeft de hoogste notering aan.
2. ↑  Deze tabel is bijgewerkt tot en met de laatste editie (2024).

### Evergreen Top 1000
| Evergreen Top 1000 "Lady Jane - Rolling Stones" | Evergreen Top 1000 "Lady Jane - Rolling Stones" | Evergreen Top 1000 "Lady Jane - Rolling Stones" | Evergreen Top 1000 "Lady Jane - Rolling Stones" | Evergreen Top 1000 "Lady Jane - Rolling Stones" | Evergreen Top 1000 "Lady Jane - Rolling Stones" | Evergreen Top 1000 "Lady Jane - Rolling Stones" | Evergreen Top 1000 "Lady Jane - Rolling Stones" | Evergreen Top 1000 "Lady Jane - Rolling Stones" | Evergreen Top 1000 "Lady Jane - Rolling Stones" | Evergreen Top 1000 "Lady Jane - Rolling Stones" | Evergreen Top 1000 "Lady Jane - Rolling Stones" | Evergreen Top 1000 "Lady Jane - Rolling Stones" | Evergreen Top 1000 "Lady Jane - Rolling Stones" | Evergreen Top 1000 "Lady Jane - Rolling Stones" | Evergreen Top 1000 "Lady Jane - Rolling Stones" | Evergreen Top 1000 "Lady Jane - Rolling Stones" |
| Jaar                                            | 2008                                            | 2009                                            | 2010                                            | 2011                                            | 2012                                            | 2013                                            | 2014                                            | 2015                                            | 2016                                            | 2017                                            | 2018                                            | 2019                                            | 2020                                            | 2021                                            | 2022                                            | 2023                                            |
| ----------------------------------------------- | ----------------------------------------------- | ----------------------------------------------- | ----------------------------------------------- | ----------------------------------------------- | ----------------------------------------------- | ----------------------------------------------- | ----------------------------------------------- | ----------------------------------------------- | ----------------------------------------------- | ----------------------------------------------- | ----------------------------------------------- | ----------------------------------------------- | ----------------------------------------------- | ----------------------------------------------- | ----------------------------------------------- | ----------------------------------------------- |
| Positie                                         | -                                               | -                                               | -                                               | -                                               | -                                               | 98                                              | 167                                             | 217                                             | 254                                             | 247                                             | 455                                             | 271                                             | 293                                             | 253                                             | 407                                             | 355                                             |